# P's a Love
P's a Love je čtvrté studiové album českého rappera Smacka. Bylo vydáno 17. prosince 2014 pod labelem Archetyp51.
Album bylo oceněno Andělem pro nejlepší album roku v kategorii hip-hop.

## Seznam skladeb
| Pořadí         | Název                         | Hudba             | Délka |
| -------------- | ----------------------------- | ----------------- | ----- |
| 1.             | P's a Love                    | Sibling & Freezer | 3:45  |
| 2.             | Rocky                         | Mike Trafik       | 2:55  |
| 3.             | Temno (feat. Sifon)           | The Mind Tricks   | 5:15  |
| 4.             | Shutdown                      | Pelikann & Dryman | 3:41  |
| 5.             | Moshpit (feat. Discrarda)     | Pornothrasher     | 2:46  |
| 6.             | Králové                       | Freezer           | 4:28  |
| 7.             | Mý Enemies (feat. Marger)     | Freezer           | 4:03  |
| 8.             | CZkog (feat. Barns)           | Smack             | 3:42  |
| 9.             | Jen Jeden (feat. Orion)       | WZ                | 3:01  |
| 10.            | Zkurvenec                     | Smack             | 3:20  |
| 11.            | Nejedu Ballin (feat. Tchagun) | Radoš             | 3:12  |
| 12.            | Jak Nic (feat. Igor)          | Wbwoy             | 3:44  |
| 13.            | Nikdo z Vás                   | Spooky            | 4:39  |
| 14.            | Proč                          | Kuči & Depo       | 3:47  |
| 15.            | Temno (Remix) (feat. Tchagun) | Chik              | 4:36  |
| Celková délka: | Celková délka:                | Celková délka:    | 56:54 |

### Videoklipy
- Smack - P`S A LOVE na YouTube
- Smack - Moshpit (feat. Discrarda) na YouTube
- Smack - Králové na YouTube
- Smack - Nikdo z vás na YouTube